# 望天会
望天会（ぼうてんかい）は、台湾台北市公館に本拠を置くとされる黒社会組織、広域暴力団、天道盟の下部団体の一。活動地域は主に台湾北部、総構成員は不明。
「台北三環幇」三代目幇主の林応明は、天道盟に加盟してそして望天会を創立して、天道盟の下部団体になる（正しい時間が不詳だ）。

## 歴代会長
- 初代目：林応明（今は天道盟最高顧問）
- 二代目：陳銘峰

## 最高幹部
- 会長：陳銘峰
- 副会長：不明
- 委員長：劉焙基（兼担総護法）
- 上海最高顧問：林大金
- 顧問：顧氏（名不明）
- 顧問：王善良

### 本会下部団体
(3次団体)
- 組長：陳国良
- 組長：張善得

(本会：主流の系、分会：非主流の系)

## 分会(2次団体)
- 天母分会長：陳宝生
- 新店分会会長：江良機
- 松山分会会長：陳憲章
- 竜潭分会会長：張文彬
- 苗栗分会会長：楊子寧
- 新竹分会会長：聶明榮
- 台中分会

### 分会下部団体
(3次団体)
- 行動組
- 先鋒組
- 支援組.......